# Tranvia Pisa-Marina di Pisa
La tranvia Pisa-Marina di Pisa, inaugurata nel 1892, rappresentò il principale strumento di sviluppo dell'abitato della frazione costiera di Pisa. La linea fu sostituita nel 1932 dalla parallela ferrovia elettrica per Tirrenia e Livorno.

## Storia

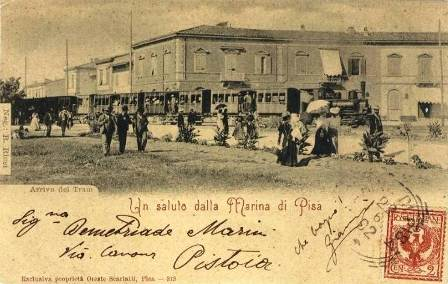
L'arrivo a Marina di Pisa, in una classica cartolina d'epoca

Il 12 gennaio 1891 la Società Italiana per le Ferrovie Economiche e Tramvie a Vapore della Provincia di Pisa (PPC) presentò domanda al comune di Pisa per la costruzione e l'esercizio di una linea tranviaria che, come prolungamento della Pisa-Pontedera/Calci già in esercizio, avrebbe consentito un collegamento veloce con la frazione di Marina di Pisa. Tale progetto si sarebbe finanziato attraverso l'incremento di valore dei terreni interessati dal nuovo servizio. La relativa convenzione con la PPC, rappresentata dall'ing. Francesco Benedetto Rognetta, fu stipulata il successivo 15 marzo.
L'avvio dell'esercizio sul nuovo impianto, costruito in tempi molto brevi, avvenne il 18 giugno 1892, in tempo per l'avvio della stagione balneare. Il traffico crebbe in maniera significativa negli anni seguenti, portando ad un'espansione significativa dell'abitato di Marina.
Il traffico si attestò ben presto su livelli molto elevati, tanto da suscitare sulla stampa locale critiche all'indirizzo della PPC, il cui parco trazione era costituito solo da 6 locomotive impiegate anche sulla linea per Pontedera/Calci suscitando qualche problema di disponibilità.
Il 5 maggio 1922 la tranvia finì tristemente sui giornali: una travata del ponte metallico descritto in seguito crollò sul sottostante canale di Navicelli durante il passaggio di un treno misto che recava in composizione 4 carri merci carichi di pietrisco. Il crollo causò sfortunatamente una vittima, il frenatore Benedetto Demi.
Attivata ormai la parallela ferrovia elettrica per Tirrenia e Livorno, l'esercizio sulla tranvia cessò nel novembre 1932.

## Caratteristiche
L'opera più significativa della tranvia era senza dubbio il lungo viadotto in ferro che consentiva di superare tanto la darsena del canale dei Navicelli, quanto la ferrovia Genova-Pisa. Tale opera, che caratterizzava fortemente il panorama urbano nella tratta attraversata, era costituita da 10 campate metalliche realizzate dalle Officine Meccaniche di Savigliano. La più lunga di tali campate, che appoggiava direttamente sul bastione Stampace, misurava 30,60 m. L'intera opera di scavalco, che comprendeva anche un tratto di viadotto in muratura con 7 arcate da 10 m ciascuna, aveva una lunghezza di 727,60 m.
Il tracciato della tranvia, fatta eccezione per il suo percorso iniziale, era prevalentemente pianeggiante snodandosi quasi per intero lungo la strada d'argine. Lunga 13,024 km, la sede promiscua risultava di 11,624 km, con curva di raggio minimo di 100 m. Il binario era costituito da rotaie Vignoles da 21 kg/m, sostituite nel 1920 per un breve tratto con altre da 25,4 kg/m.
Presso la stazione capolinea di Marina di Pisa, che veniva raggiunta attraverso un'ampia e caratteristica curva all'interno dell'abitato, era ubicata una piattaforma per la giratura delle locomotive un serbatoio d'acqua per il loro rifornimento.

### Percorso
| Unused urban continuation backward |

| Unknown route-map component "exKBHFa" | Unknown route-map component "uexBHF" |  |

| Unknown route-map component "exmABZgl" | Unknown route-map component "uexABZg+r" |  |

| Unknown route-map component "exSTR" | Unknown route-map component "uexDST" |  |

| Unknown route-map component "uexKDSTaq" | Unknown route-map component "exmKRZt" | Unknown route-map component "uexABZgr" |  |  |

| Unknown route-map component "exWBRÜCKE1" | Unknown route-map component "uexhKRZWa" |  |

| Unknown route-map component "CONTgq" | Unknown route-map component "xKRZu" | Unknown route-map component "uxmhKRZe" | Unknown route-map component "CONTfq" |  |

| Unknown route-map component "exSTRl" | Unknown route-map component "exABZmg+r" |  |

| Unknown route-map component "exSTR" |

|  | Unknown route-map component "exABZmgl" | Unknown route-map component "exSTR+r" |

|  | Unknown route-map component "uexHST" | Unknown route-map component "exDST" |

|  | Unknown route-map component "uexHST" | Unknown route-map component "exSTR" |

|  | Unknown route-map component "uexBHF" | Unknown route-map component "exBHF" |

|  | Unused straight waterway | Unknown route-map component "exHST" |

|  | Unknown route-map component "uexHST" | Unknown route-map component "exHST" |

|  | Unused straight waterway | Unknown route-map component "exHST" |

|  | Unknown route-map component "uexWBRÜCKE1" | Unknown route-map component "exWBRÜCKE1" |

|  | Unknown route-map component "uexHST" | Unknown route-map component "exBHF" |

| Unknown route-map component "uexCONTgq" | Unknown route-map component "uexABZgr" | Unknown route-map component "exHST" |

|  | Unknown route-map component "uexHST" | Unknown route-map component "exHST" |

|  | Unknown route-map component "uexHST" | Unknown route-map component "exSTR" |

|  | Unknown route-map component "uexHST" | Unknown route-map component "exHST" |

|  | Unknown route-map component "uexKBHFe" | Unknown route-map component "exBHF" |

|  |  | Unknown route-map component "exCONTf" |

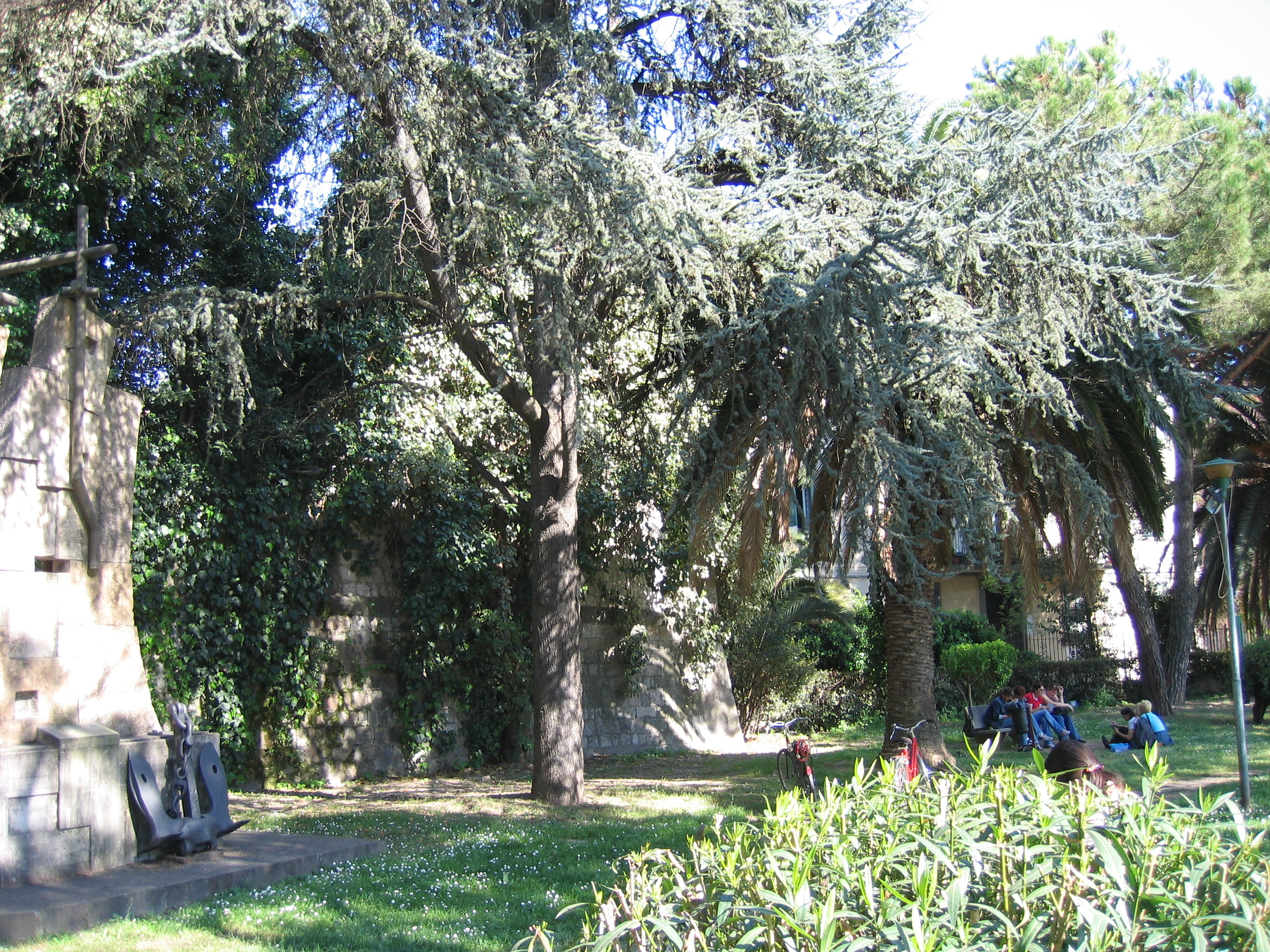
Seminascosto dalla vegetazione, il muro del bastione Stampace che si affacciava sul canale dei Navicelli, nel punto in cui sorgeva il viadotto metallico della tranvia

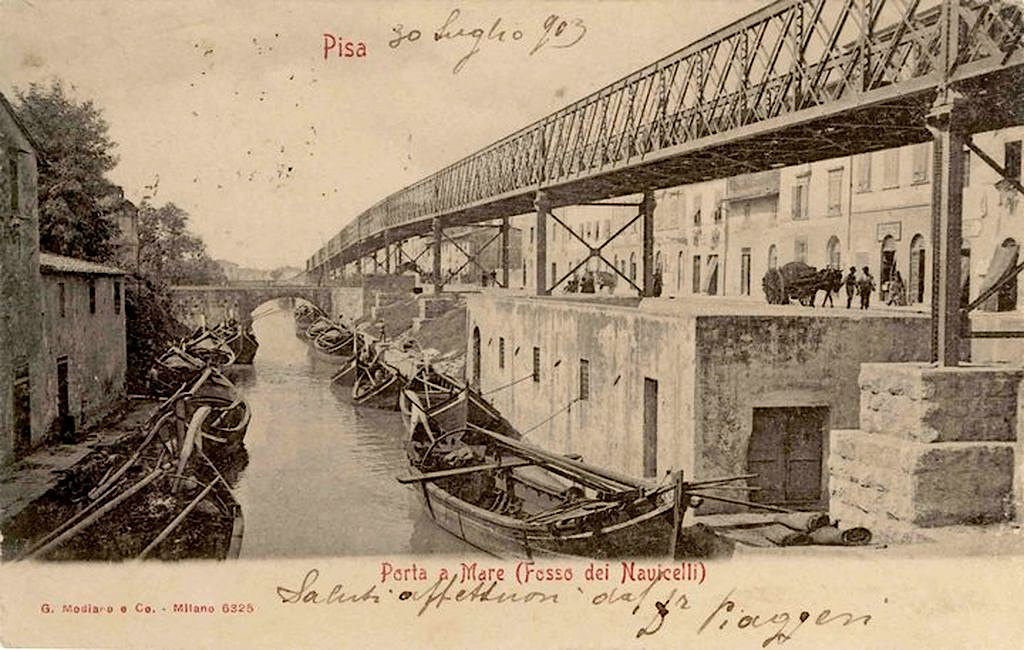
Come si presentava il viadotto, oltrepassata la ferrovia (cartolina d'epoca)

Superata la stazione di Pisa, non distante dal deposito-officina della rete tranviaria di Pisa e comune con la tranvia per Pontedera e Calci, e lasciato sulla sinistra il deposito ed i fabbricati di servizio, i convogli tranviari diretti a Marina imboccavano un piano inclinato del 10,5 per mille che li conduceva sopra al bastione Stampace. Da qui veniva impegnato il sopra citato viadotto in ferro che caratterizzava il sobborgo di Porta a Mare. Al termine dello stesso, la linea seguiva la via Livornese, con un percorso iniziale in sede propria, fino a raggiungere la strada d'argine dell'Arno, che veniva seguita per quasi l'intero percorso fino a Marina di Pisa.
Nell'ordine, venivano raggiunte la fermata di San Giovanni al Gatano, la stazione di San Piero a Grado, dotata di binario di raddoppio, e la fermata a servizio della tenuta di San Rossore, allora raggiungibile attraverso un ponte sull'Arno (detto ponte dei moccoli) che univa il lungarno D'Annunzio con la località Cascine Nuove.
In corrispondenza della curva che immetteva nell'abitato di Marina di Pisa era presente un raccordo merci a servizio del cantiere navale Gallinari, trasformato in seguito nel noto stabilimento CMASA.

## Materiale rotabile

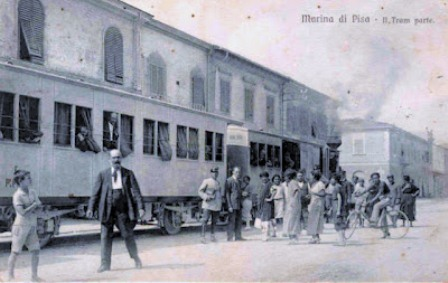
Convoglio tranviario a Marina di Pisa (cartolina d'epoca)

Il materiale motore delle tranvie Pisa-Marina di Pisa e Pisa-Pontedera/Calci era inizialmente costituito da un gruppo di 6 locomotive tranviarie a vapore da 106 kW ordinate appositamente ad Henschel di Kassel e battezzate, come d'uso ai tempi, ciascuna con un nome: in questo caso si trattava di personaggi della storia di Pisa. Una settima unità successivamente prestò servizio sulla Ferrovia Marmifera di Carrara). Notizie non certe portano a valutare la consistenza del parco locomotive, negli anni a cavallo fra i due secoli, a 10 unità.
Un'undicesima locomotiva, costruita per le Tranvie provinciali di Napoli e successivamente passata alle Ferrovie e Tramvie Vicentine (FTV), prestò servizio sulle tranvie pisane negli anni venti. Le ultime locomotive a vapore in servizio furono demolite fra il 1953 e il 1957 ad eccezione della n. 3 Dante Alighieri; quest'ultima, immessa in servizio il 19 settembre 1883, fu ceduta alla tranvia Bologna-Pieve di Cento/Malalbergo (TBPM) ed in seguito, alla chiusura della stessa, prestò servizio presso uno zuccherificio per poi venire acquistata da un gruppo di privati bolognesi.
Completavano la dotazione delle tranvie del parco numerose carrozze e carri merci di vario tipo.

### Materiale motore - prospetto di sintesi

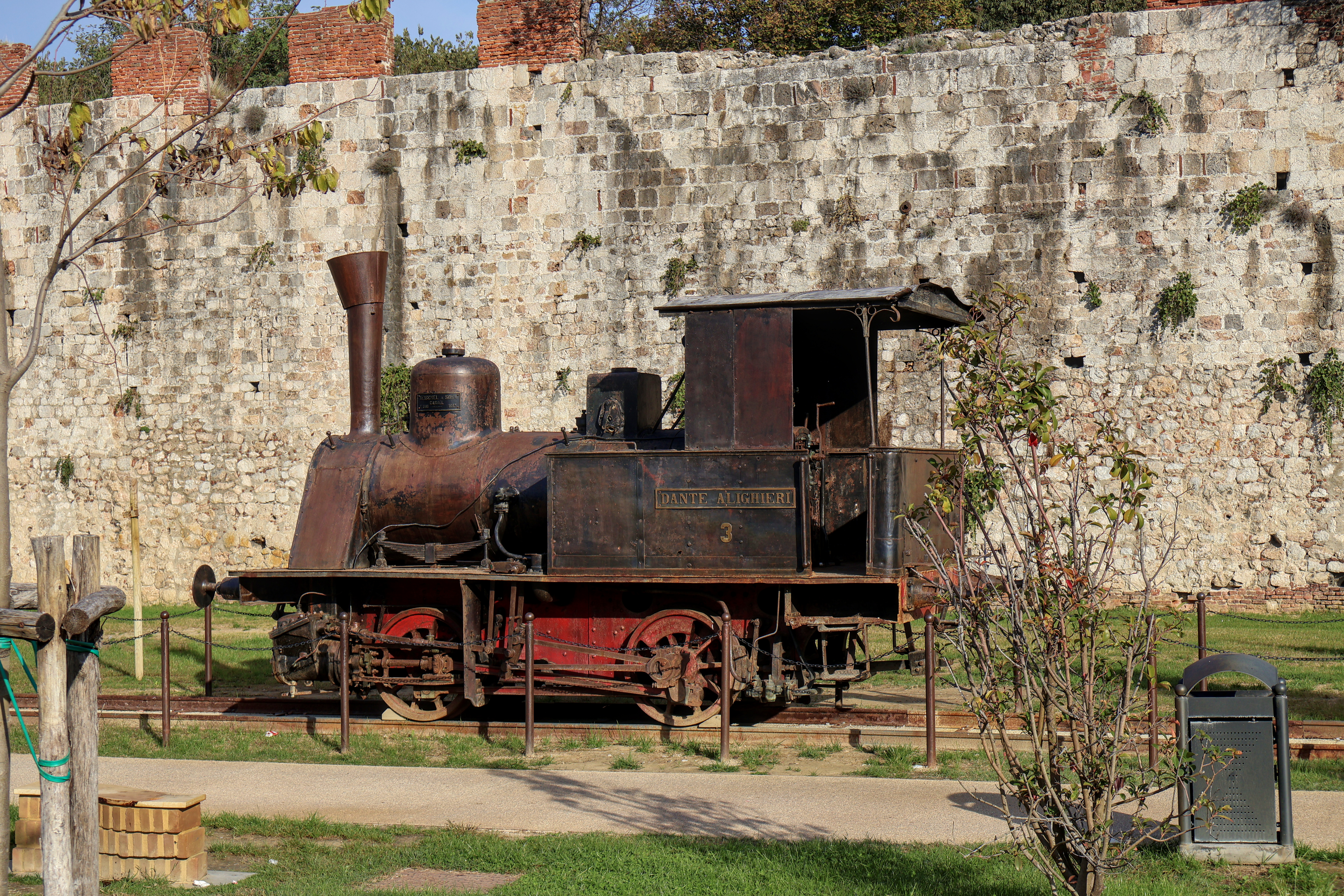
La locomotiva "Dante Alighieri" monumentalizzata nel Parco Stampace

| Unità                   | Anno di acquisizione | Costruttore | N. costruzione | Tipo                           | Note                                     |
| ----------------------- | -------------------- | ----------- | -------------- | ------------------------------ | ---------------------------------------- |
| 1 - Vittorio Emanuele   | 1883                 | Henschel    | 1684           | Locomotiva tranviaria a 2 assi |                                          |
| 2 - Galileo Galilei     | 1883                 | Henschel    | 1685           | Locomotiva tranviaria a 2 assi |                                          |
| 3 - Dante Alighieri     | 1883                 | Henschel    | 1868           | Locomotiva tranviaria a 2 assi | Ancora esistente                         |
| 3 (II)                  | 1881                 | Krauss      | 986            | Locomotiva a 3 assi            | soprannominata Vicentina, ex FTV, ex TPN |
| 4 - Leonardo Fibonacci  | 1884                 | Henschel    | 1687           | Locomotiva tranviaria a 2 assi |                                          |
| 5 - Alfredo Cappellini  | 1884                 | Henschel    | 1688           | Locomotiva tranviaria a 2 assi |                                          |
| 6 - Camilla Del Lante   | 1884                 | Henschel    | 1689           | Locomotiva tranviaria a 2 assi |                                          |
| 7 - Andrea da Pontedera | 1885                 | Henschel    |                | Locomotiva a 2 assi            |                                          |
| 8 - Marina              | 1905                 | Henschel    | 7219           | Locomotiva a 2 assi            |                                          |
| 9 - Nicolò Pisano       | 1906                 | Henschel    | 7220           | Locomotiva a 2 assi            |                                          |
| Nicolò Machiavelli      | 1885                 | Henschel    | 2038           | Locomotiva a 3 assi            |                                          |